# واد شبيكة لمجيد (اشبيكة)
واد شبيكة لمجيد هي إحدى مشيخات المملكة المغربية، تتبع جغرافيا لإقليم طانطان وإداريًا لاشبيكة. يقدر عدد سكانها بـ 204 نسمة حسب الإحصاء الرسمي للسكان والسكنى لسنة 2004.